# Choroba Hoffy
Choroba Hoffy (łac. liposynovitis prepatellaris, ang. Hoffa's disease, lipoarthritis traumatica genu, inflammation of the infrapatellar fat pad, IPFP in. choroba Hoffy-Kasterta, zespół Hoffy-Kasterta) – przerost oraz obrzęk ciała tłuszczowego podrzepkowego, spowodowany jego bezpośrednim urazem lub sumowaniem się mikrourazów.

## Historia
Choroba została po raz pierwszy opisana w 1903 roku przez niemieckiego ortopedę Alberta Hoffę.  

## Etiologia
Ciało tłuszczowe podrzepkowe jest głównym elementem tłuszczowym stawu kolanowego i jest zlokalizowane pomiędzy błoną włóknistą torebki stawowej utworzonej przez ścięgno mięśnia czworogłowego a błoną maziową. Fizjologiczna rola ciała tłuszczowego podrzepkowego nie jest wyjaśniona, jednakże może obejmować amortyzację urazów, ochronę okolicznych tkanek, udział w biomechanice stawu kolanowego oraz może stanowić depozyt komórek regenerujących staw kolanowy po urazie. W chorobie Hoffy dochodzi w wyniku bezpośredniego urazu lub sumowania się mikrourazów do procesów zapalnych, przerostu oraz włóknienia w ciele tłuszczowym podrzepkowym. 

## Obraz kliniczny
Objawy choroby Hoffy są następujące: 
- ból stawu kolanowego nasilający się podczas ruchu wyprostnego,
- uwypuklenie skóry obustronnie wokół więzadła właściwego rzepki,
- obrzęk przedniej części kolana.

## Diagnostyka różnicowa
Rozpoznanie choroby Hoffy opiera się na badaniu przedmiotowym, zdjęciu rentgenowskim oraz obrazowaniu metodą rezonansu magnetycznego. 
Chorobę Hoffy należy różnicować z kostniakomięsakiem, kostniakochrzęstniakiem, guzem olbrzymiokomórkowym pochewki ścięgnistej, kosmkowo-guzkowym barwnikowym zapaleniem błony maziowej, artrofibrozą, zmianami pourazowymi oraz odmianami anatomicznymi takimi jak zachyłki.  

## Leczenie
Leczenie jest w pierwszym rzędzie zachowawcze: ograniczenie przeprostu stawu kolanowego z zastosowaniem ortezy, niesteroidowe leki przeciwzapalne, fizykoterapia oraz plastrowanie. W dalszej kolejności wykonywany jest zabieg operacyjny polegający na usunięciu części przerośniętego ciała tłuszczowego podrzepkowego oraz otaczającej go błony maziowej.